# Раменье (Ленинградская область)
Раменье — деревня в Усадищенском сельском поселении Волховского района Ленинградской области.

## История
На карте Санкт-Петербургской губернии Ф. Ф. Шуберта 1834 года упоминается деревня Раменья, состоящая из 20 крестьянских дворов.

РАМЕЛЬЕ — деревня принадлежит Казённому ведомству, число жителей по ревизии: 55 м. п., 59 ж. п. (1838 год)

Как деревня Раменья из 20 дворов она отмечена на карте Ф. Ф. Шуберта 1844 года.

РАМЕНЬЕ — деревня Ведомства государственного имущества, по просёлочной дороге, число дворов — 27, число душ — 61 м. п. (1856 год)

РАМЕНЬЕ — деревня казённая при реке Лынне, число дворов — 25, число жителей: 61 м. п., 63 ж. п.; Часовня православная. (1862 год)

Сборник Центрального статистического комитета описывал её так:

РАМЕНЬЯ — деревня бывшая государственная при речке Лынне, дворов — 24, жителей — 125; Часовня, кожевенный завод, водяная мельница. (1885 год)

Согласно епархиальным сведениям 1899 года деревня относилась к приходу Преображенской церкви (ранее Усадище-Спасовской, Михайловского погоста) в селе Заболотье.
В конце XIX — начале XX века деревня административно относилась к Усадище-Спассовской (Усадищской) волости 2-го стана Новоладожского уезда Санкт-Петербургской губернии.
По данным «Памятной книжки Санкт-Петербургской губернии» за 1905 год деревня Раменье входила в состав Раменского сельского общества.

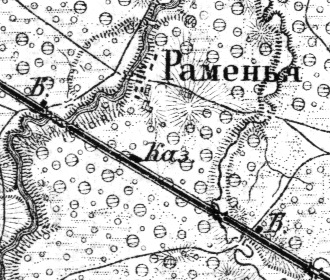
Деревня Раменье на карте 1915 года

Согласно военно-топографической карте Петроградской и Новгородской губерний издания 1915 года деревня называлась Раменья.
С 1917 по 1923 год деревня входила в состав Раменского сельсовета Усадище-Спасовской волости Новоладожского уезда.
Согласно карте Петербургской губернии издания 1922 года деревня называлась Раменье.
С 1923 года в составе Кукольского сельсовета Пролетарской волости Волховского уезда.
Согласно данным переписи населения СССР 1926 года в деревне Раменье проживали 166 человек — все русские.
С 1927 года в составе Волховского района.
В 1928 году население деревни также составляло 166 человек.
Согласно карте Ленинградской области Северо-западного аэрогеодезического треста ГГУ издания 1932 года деревня насчитывала 19 крестьянских дворов.
По данным 1933 года деревня Раменье входила в состав Кукольского сельсовета Волховского района.
С 1954 года в составе Усадищенского сельсовета.
В 1958 году население деревни составляло 55 человек.
По данным 1966, 1973 и 1990 годов деревня Раменье так же входила в состав Усадищенского сельсовета.
В 1997 году в деревне Раменье Усадищенской волости проживали 13 человек, в 2002 году — 16 человек (русские — 94 %).
В 2007 году в деревне Раменье Усадищенского СП — 11 человек.

## География
Деревня расположена в южной части района на автодороге 41К-402 (Куколь — Вячково — Мурманские Ворота).
Расстояние до административного центра поселения — 6 км.
Деревня находится близ железнодорожной линии Волховстрой I — Вологда I. Расстояние до ближайшей железнодорожной станции Куколь — 1 км.
Деревня находится на правом берегу реки Лынна.

## Демография
| 1838 | 1862 | 1885 | 1997 | 2007 | 2010 | 2017 |
| ---- | ---- | ---- | ---- | ---- | ---- | ---- |
| 114  | ↗124 | ↗125 | ↘13  | ↘11  | ↘7   | ↗11  |

### Национальный состав
Согласно данным Всероссийской переписи населения 2021 года в деревне проживали 22 человека, все русские.